# セメント質
セメント質（セメントしつ、Cementum）または白亜質とは、歯根部象牙質外表を覆う非血管性の結合組織である硬組織で、歯根膜線維を歯根に付着させる役割を持つ。
歯は歯根膜を介し、顎骨に固定されることによって咬合圧に対応している。また、組織学的にはエナメル質、象牙質、歯髄、セメント質よりなり、歯を支持する組織、つまり歯周組織として歯肉、歯根膜、セメント質、歯槽骨がある。

## 構造
セメント質の厚さは根尖部や歯根分岐部では厚く、歯頸部では約30-60マイクロメートル、根尖部では約150-200マイクロメートルであるが、加齢により肥厚する。高齢者では、歯槽骨と癒着することもある。
無細胞セメント質と有細胞セメント質に分かれる。
- 無細胞セメント質：歯根象牙質前面をじかに覆っている。
- 有細胞セメント質：歯根の根尖側1/3に存在し、無細胞セメント質を被覆する。

Cateは、形成の時期、細胞の有無、コラーゲン繊維の由来により、無細胞固有繊維原生セメント質、無細胞非固有繊維原生セメント質、有細胞固有繊維第二セメント質、有細胞混合繊維第二セメント質、無細胞無繊維セメント質、中間セメント質、混合性層状セメント質に分類している。

### 境界部
歯頸部にあるエナメル質とセメント質の境界をセメント・エナメル境（エナメル-セメント境とも、英語:Cementoenamel junction、略称:CEJ）とよび、これは解剖学的歯頸線と一致する。歯頸線は唇(頬)側および舌(口蓋)側では歯根側に凸弯し、近心側および遠心側では歯冠側に凸弯する。拡大して見た場合、なめらかな曲線ではなく、鋸歯のような複雑な形を示す。境界部でエナメル質とセメント質は約30％が移行的に連続するが、約60％はセメント質がエナメル質を覆い、約10％が連続せずに象牙質が露出している。エナメル質を覆っている部分のセメント質はセメント舌と呼ぶ。また、大臼歯では、歯頸部から歯根部にかけて球状のエナメル質塊が存在することがあり、これをエナメル滴と呼ぶ。
セメント質と象牙質の境界は、セメント象牙境（dentinocemental junction、略称:DCJ）と呼ぶ。

### 加齢変化
加齢とともに歯根膜側に添加されていき、セメント質が年輪のように厚くなっていくことから、哺乳類などの年齢を割り出す齢査定法のセメント質年輪法として利用される。

## 構成成分
約60％が無機質、25％が有機物、15％が水からできている。
無機質はヒドロキシアパタイトを主成分とする。
有機質の大部分はコラーゲンであり、I型コラーゲンを中心とする。この他、プロテオグリカンや糖タンパク質が含まれている。

## セメント質の異常
セメント質形成不全、セメント芽細胞腫、骨形成線維腫、家族性巨大型セメント質腫などがある。
- セメント質齲蝕・根面齲蝕 ‐ セメント質で起きる虫歯[15]。
- セメント質剥離[16]
- セメント質増殖症（英語版）[17]